# Ängi
Ängi [(id̥) ˈæŋ̩ˑi] ist der Name einer von Wald umgebenen, mit mehreren Bauernhöfen bestandenen Flur im hintersten Kurzenbach. Sie umfasst die Ober und Unter Ängi sowie den etwas unterhalb gelegenen und durch einen Waldstreifen abgetrennten Ängiboden. Im Südosten schmiegt sie sich an die Balmegg, im Westen wird sie vom Horbengraben und dem Rämisgummenhoger begrenzt.

## Geschichte
Die Ängi ist 1531 erstmals belegt (zů dem unnderen värrich uff die flů unnd die Engÿ), der Ängiboden 1670 (die weidt stost an Enge booden).